# Phuwiangosaurus
Phuwiangosaurus sirindhornae
Genre
Espèce
Phuwiangosaurus (« lézard de Phu Wiang ») est un genre de dinosaures du Crétacé inférieur (120 millions d'années environ). C'était un titanosaure qui vivait dans l'actuelle Thaïlande. Son holotype, Phuwiangosaurus sirindhornae, a été décrit par Martin, Buffetaut et Suteethorn en 1994. Il est nommé en hommage à la princesse Sirindhorn (seconde fille de Rama IX née en 1955) pour son intérêt pour la géologie et la paléontologie de Thaïlande.

## Historique
À la suite de la découverte de fragments d'os fossiles par un bonze près du temple au pied du mont Phu Kum Khao, le titanosaure Phuwiangosaurus sirindhornae est découvert en septembre 1994 par une équipe de paléontologues dirigée par Éric Buffetaut (depuis 1980), directeur de recherche du CNRS et Varavudh Sutheethorn du Service géologique de Thaïlande sur le site de Sahatsakhan dans la province de Khon Kaen en Isan : 7 squelettes presque complets ont été dégagés.

## Description
C'est un sauropode, herbivore quadrupède doté d'une longue queue, d'une petite tête et d'un cou interminable. Sa longueur était d'environ 27 mètres et il pesait près de 20 tonnes.

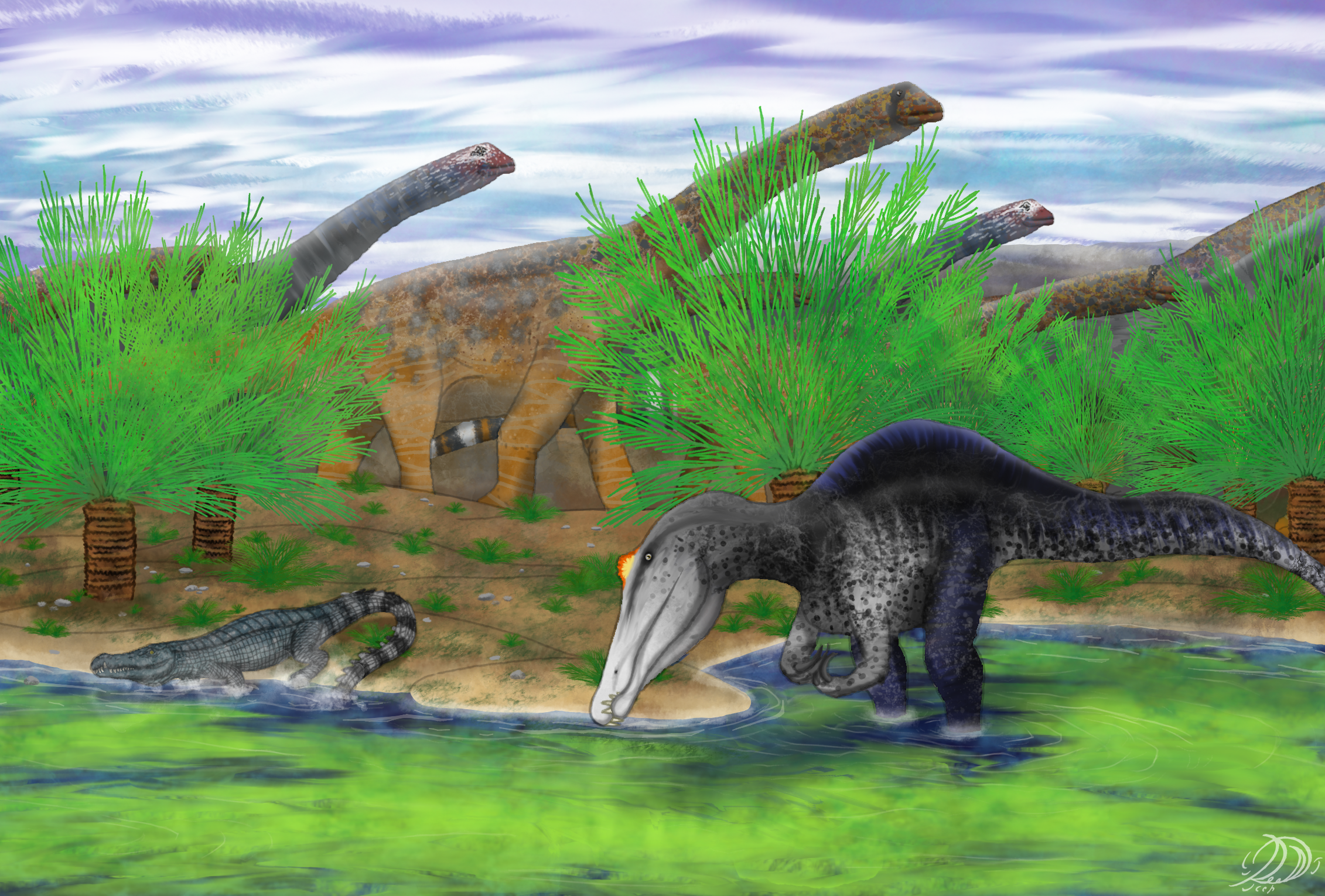
Illustration d'un Siamosaurus (à droite), avec un Sunosuchus (à gauche) et un troupeau de Phuwiangosaurus (en arrière-plan).

## Divers
Le site de Sahatsakhan est transformé en un célèbre musée de paléontologie en 1999, le Sirindhorn Museum (d). On y voit dans la grande salle des squelettes presque complets dégagés de la roche, en majorité des Phuwiangosaurus.
Le film d'aventure fantastique thaïlandais Garuda montre pendant quelques longues minutes ce célèbre musée.

## Galerie

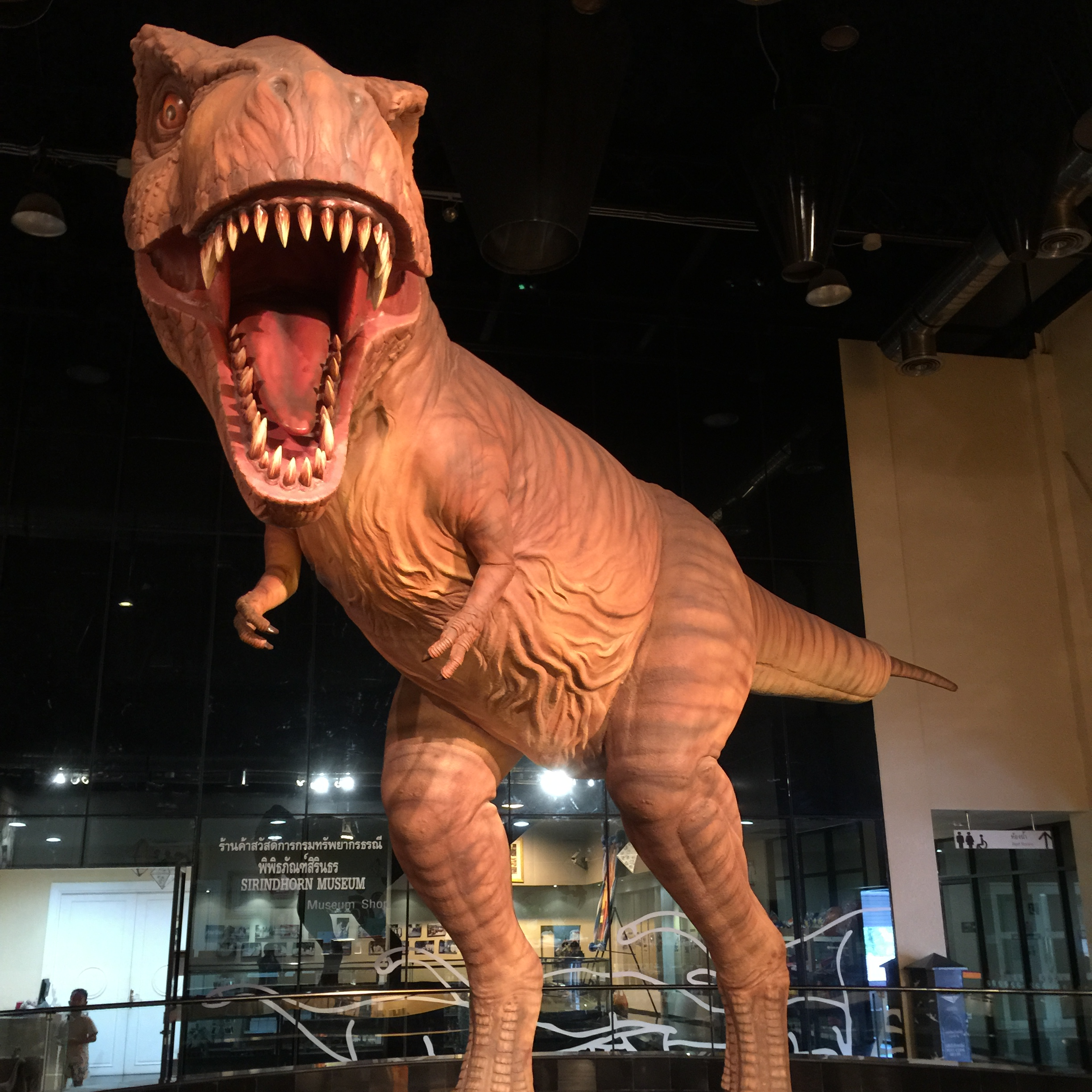
Essai de reconstitution d'un Siamotyrannus au พิพิธภัณฑ์สิรินธร, Sirindhorn Museum, Kalasin, Thaïlande.
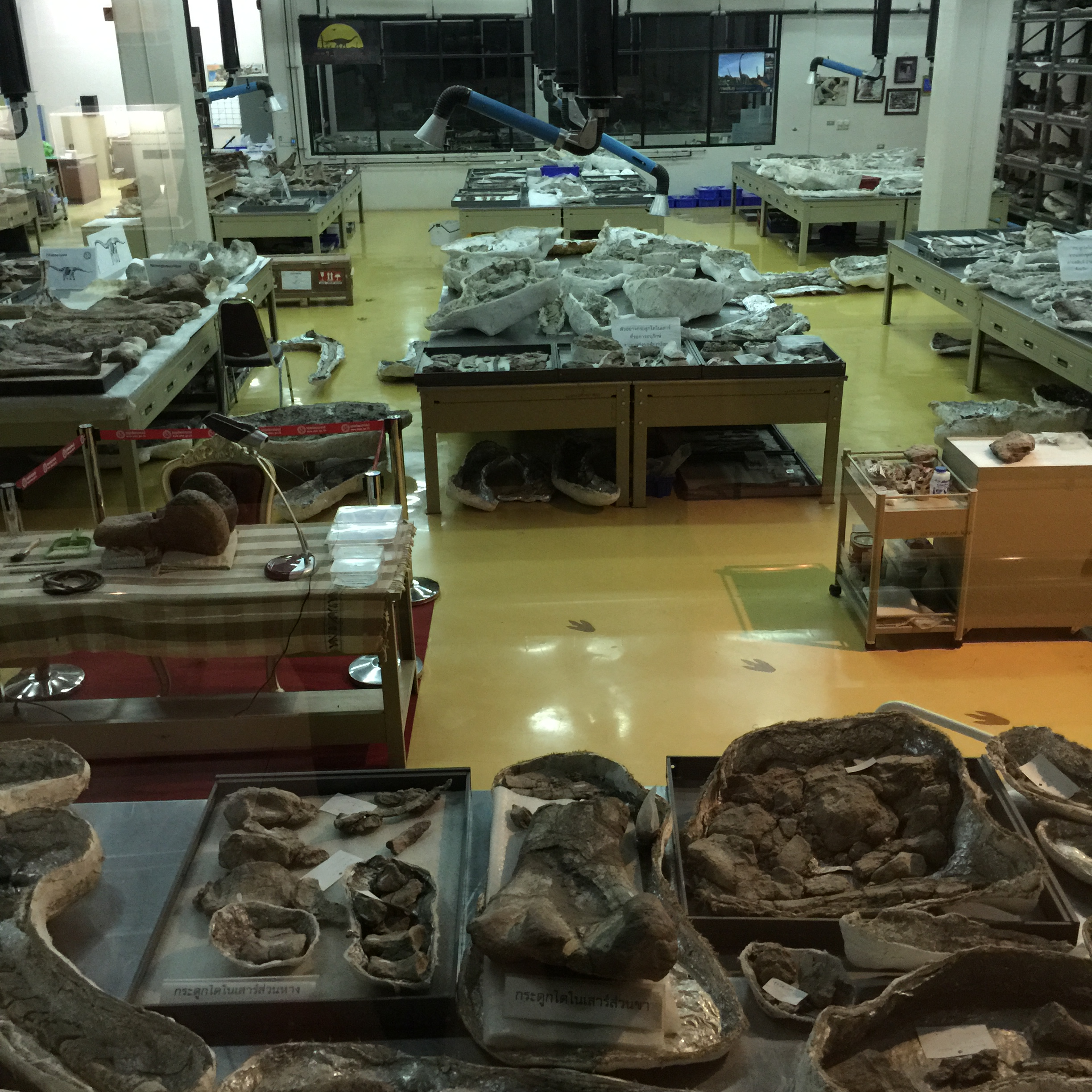
Laboratoire des paléontologues où les os s'entassent sur des tables et des étagères (museum Sirindhorn).

## Publication originale
- (en) Valérie Martin, Éric Buffetaut et Varavudh Suteethorn, « A new genus of sauropod dinosaur from the Sao Khua formation (Late Jurassic or early Cretaceous) of northeastern Thailand) », Comptes rendus de l'Académie des sciences, Paris, 2e série, vol. 319, no 2,‎ 1994, p. 1085-1092 (ISSN 1251-8050, lire en ligne, consulté le 13 décembre 2020).